# CFosSpeed
برنامج cFosSpeed برنامج لتسريع وتحسين وزيادة سرعة الإنترنت كما يتم استخدامه كحل لتحسين حركة مرور وتدفق البيانات وهذا ما يطلق عليه بالإنجليزية Traffic Shaping, صمم البرنامج ليعمل مع نظام التشغيل ويندوز مايكروسوفت ويندوز بشكل أساسي.والوظيفة الأساسية التي يقوم بها برنامج cFosSpeed هو أنه يعمل على تحسين وزيادة سرعة تجاوب خط الإنترنت وذلك بتقليل فترة الخمول في انتقال البيانات عبر الإنترنت وهي ما تعرف عادة ب إنترنت كمون وفي نفس الوقت يعمل على إبقاء معدل سرعة انتقال البيانات على أعلى مستوى ممكن، ويمنع حدوث أي إنخفاضات كبيرة في السرعة.
أن طريقة عمل برنامج cFosSpeed تعتبر أعجوبة في حد ذاتها، فمن أجل القيام بتسريع وتقوية الإنترنت لأقصى سرعة ممكنة، فإن برنامج cFosSpeed يقوم بدمج نفسه مع كونكشن الإنترنت الساري المفعول، حيث يقوم بشكل أوتوماتيكي بالتعرف على الجهاز المستخدم للاتصال بالإنترنت ومن ثم يقوم بتقوية وتسريع الإنترنت لأقصى سرعة ممكنة، لذا يمكننا القول أن برنامج cFosSpeed يعمل كأفضل برنامج تشغيل للجهاز مشغل (حاسوب) بحيث يُلصق نفسه مع منظومة تشغيل بروتوكولات الشبكة في نظام Windows وهي ما تعرف عادة ب Windows Network Stack والتي منها عندئذٍ يقوم برنامج cFosSpeed بفحص وتحديد هوية حزم البيانات وهذه العملية تسمى ب Packet Inspection وكذلك يقوم بتحليل وتحديد هوية البرتوكولات باستخدام تقنية طبقة التطبيق Protocol Analysis المتطورة.
في حد ذاته، فأن برنامج cFosSpeed بشكل خاص يتم استخدامه غالباً من قبل مستخدمي ألعاب الإنترنت لعبة إنترنت ومستخدمي ال الصوت عبر الإنترنت لأجراء المكالمات عبر الإنترنت.

## الملخص التشغيلي
يقوم برنامج cFosSpeed بتقسيم حزم البيانات (Data Packets) وتصنيفها إلى رتب مختلفة فيما يتعلق بحركة مرور تدفق البيانات عبر الإنترنت. وهذا يتم تحقيقه عبر توظيف عدد من أوامر وقوانين الترشيح (Filtering Rules) والتي بالإمكان ضبطها وتعريفها من قبل مستخدم البرنامج. وعليه، فإن حركة مرور تدفق البيانات بالإمكان تصنيفها على شكل رتب وبالتالي تحديد أولوية تدفقها عبر الإنترنت، ويتم تحديد أولوية التدفق أما وفقاً لأسم البرنامج، أو عن طريق تقنية ال Layer-7 Protocol, أو عن طريق أرقام منافذ ال TCP أو منافذ ال UDP, أو وفقاً لاسم الخدمة (DSCP Tags) هذا بالإضافة إلى العديد من المعايير الأخرى لتحديد الأولوية.
أن حركة مرور تدفق البيانات الصادرة لا يتم إرسالها عبر الإنترنت عشوائياً بدون تمييز. بدلاً من ذلك، وقبل أن يتم إرسالها، فإن حزم البيانات (Data Packets) يتم في البداية ترتيبها على هيئة طابور انتظار ومن ثم يتم إرسالها على حسب الأولوية خاصتها. بهذه الطريقة، فإن البيانات التي تحتاج أن يتم إرسالها مباشرة، يتم إرسالها قبل البيانات الأقل حرجاً من حيث اضطرارية الوقت.
بهذا الشكل، حتى لو حدث انتقال للبيانات بمقادير كبيرة في نفس الوقت، فإن برنامج cFosSpeed, باستخدام تقنية ال Traffic Shaping, يمكنه أن يُبقي عمليات الكونكشن التفاعلية مثل جلسات ال SSH Sessions, وجلسات ال VNC Sessions في حالة من سرعة التجاوب، ويمكنه أن يُبقي مكالمات ال VoIP في حالة من سرعة التجاوب، ويمكنه أن يُبقي ألعاب الإنترنت (لعبة إنترنت) في حالة من سرعة التجاوب، أو أية برامج أخرى ملحة بشكل حرج من حيث اضطرارية الوقت، يمكنه أن يُبقيها كلها في حالة من سرعة التجاوب.
بل وأكثر من ذلك، حيث أن برنامج cFosSpeed, عندما يقوم بإرساله السريع لحزم تإكيد الاستلام (بروتوكول التحكم بالنقل#Reliable Transmission Packets) فإنه سيحافظ على عمليات ال داون لود بحيث تتم بأقصى سرعة ممكنة ويمنع حدوث أي إنخفاضات كبيرة في السرعة. وهذا لأن المرسل سيقوم بإرسال البيانات فقط بعد أن يقوم المُستقبل بتأكيد استلامه لأية بيانات مرسلة له فيما سبق من قبل المرسل (ضبط تدفق البيانات عبر بروتوكول ال TCP).
يتمتع برنامج cFosSpeed بقدرة مذهلة على تخفيض ازدحام تدفق البيانات عبر الشبكة عند أجراء عمليات ال داون لود وذلك بتقليل حجم نافذة ال TCP أو ما يعرف ب بروتوكول التحكم بالنقل#Flow control وذلك حتى يتم منع المرسل من إرسال مقدار مبالغ فيه من البيانات في نفس اللحظة.
إضافة إلى كل هذه المزايا، فإن برنامج cFosSpeed يحتوي على ميزة Packet Filter Firewall, وميزة أخرى، وهي أن برنامج cFosSpeed مزود بميزانيات تعمل عند الاتصال بالإنترنت تُعرف باسم (Online Budgets), وهذه الميزانيات (Online Budgets) تمكن المستخدم من تخصيص حجم محدد لتدفق البيانات عبر الإنترنت، ويمكنه أيضاً تحديد زمن محدد لإستهلاك هذا الحجم بحيث يقوم بإستهلاكه قبل نهاية الوقت المحدد وفقاً لرغبة المستخدم، ويتمتع برنامج cFosSpeed بميزة أخرى، وهي أنه مزود بشاشة عرض ومراقبة انتقال البيانات ذات واجهات جميلة ومتنوعة قابلة للتبديل فيما بينها، بل وإضافة واجهات جديدة وفقاً لرغبة المستخدم، ويتمتع برنامج cFosSpeed بالعديد من المميزات الأخرى لأغراض خاصة. برنامج cFosSpeed يملك لغة برمجة خاصة تسمى Filter Language والتي تمكن الخبراء من كتابة تصنيفاتهم الخاصة بهم في تحديد أولوية تدفق حركة مرور البيانات.

## وصلات خارجية
- Official site
- Review on Softonic onsoftware